# 成田航空ビジネス専門学校
成田航空ビジネス専門学校（なりたこうくうビジネスせんもんがっこう）は、航空ビジネスに関する知識を学ぶ私立専修学校。運営主体は学校法人翔陽学園。

## 基礎データ

### 所在地
- 千葉県成田市公津の杜2-28-4

### アクセス
- 京成電鉄本線公津の杜駅下車徒歩3分

## 教育

### 組織

#### 学科
- エアラインビジネス科
  - キャビンアテンダントコース
  - グランドスタッフコース
  - エアカーゴコース
  - ホテル観光コース